# Rio Tinto (Gondomar)
Rio Tinto ist eine Stadt (Cidade) und eine Gemeinde (Freguesia) im Norden Portugals. Die eigentliche Stadt Rio Tinto liegt in der Metropolregion von Porto (Grande Porto) und besteht administrativ aus den zwei Gemeinden Rio Tinto und Baguim do Monte.

## Geschichte und Ortsname
Funde belegen eine vorgeschichtliche Besiedlung dieses Gebietes mindestens seit der Jungsteinzeit, insbesondere Ausgrabungen rund um die Citânia de Sanfins ist zu nennen, eine Siedlung der Castrokultur.
Im Verlauf der Reconquista wurde das Gebiet durch den Grafen Hermenegildo Guterres (auch Hermenegildo Guiterrez, *842, † nach 912) neu besiedelt. Der heutige Ort entstand dabei und wurde nach dem hier durchfließenden Fluss benannt. Abd ar-Rahman III., Kalif von Córdoba, belagerte 824 Porto. Einer Legende nach soll in einer Schlacht in Rio Tinto so viel Blut geflossen sein, dass der Fluss sich dunkel färbte danach seinen Namen erhielt (Rio Tinto, portugiesisch für dunkelroter oder weinroter Fluss).
1062 gründete der adlige D. Diogo Tructezendes hier ein Eremiten-Nonnenkloster (heute Gemeindekirche und Friedhof). Nach der Unabhängigkeit des Königreich Portugals 1140 unterstellte König D. Afonso Henriques das Kloster 1141 der Äbtissin D. Hermezinda Guterres aus der Familie des Ortsgründers Guterres und machte den Ort zum Verwaltungssitz. Das augustinische Kloster verlor später an Bedeutung und wurde 1535 mit dem Benediktinerkloster São Bento da Ave Maria in Porto zusammengelegt und wurde ebenfalls benediktinisch. 1735 sind noch Arbeiten vermerkt, 1758 ist es bereits als verfallend registriert. 1768 erfolgte der Wiederaufbau der Klosterkirche als Gemeindekirche, weitere Umbauten erfolgten 1830, 1933, 1947, 2000 und 2011.
Am 10. Dezember 1867 wurde der Zusammenschluss der Gemeinden Águas Santas, Covêlo, Gondomar, São Pedro da Cova, Rio Tinto, Valbom und Valongo zum Kreis (Concelho) Rio Tinto beschlossen, jedoch am 14. Januar 1868 wieder aufgelöst. Seither ist Rio Tinto eine Gemeinde des Kreises Gondomar.
Die Ankunft der Eisenbahn 1875 beschleunigte die langsam einsetzende Entwicklung und Verstädterung Rio Tintos.
1984 wurde Rio Tinto zur Kleinstadt (Vila), am 30. August 1995 dann schließlich zur Stadt (Cidade) erhoben.

## Verwaltung
Rio Tinto ist Sitz der gleichnamigen Gemeinde und bildet mit der Gemeinde Baguim do Monte zusammen das Stadtgebiet der Stadt (Cidade) Rio Tinto mit 14,9 km² und 64.815 Einwohnern (Zahlen von 2011).
Die Gemeinde Rio Tinto ist eine Gemeinde (Freguesia) des Kreises (Concelho) von Gondomar im Distrikt Porto. Die Gemeinde hat eine Gemeindefläche von 9,4 km² und 51.083 Einwohner (Stand 19. April 2021).
In der Gemeinde liegen keine weiteren Ortschaften, sie besteht nur aus dem größten Teil der Stadt Rio Tinto, der kleinere Teil der Stadt gehört zur Gemeinde Baguim do Monte.

## Kultur, Sport und Sehenswürdigkeiten
Die Gemeinde verfügt über ein Kulturzentrum, das nach der Fadosängerin Amália Rodrigues benannte Centro Cultural Amália Rodrigues. Der historisierende Schandpfahl (Pelourinho), aber auch andere kommunale Einrichtungen wie das öffentliche Schwimmbad und der 1992 eingeweihte, architektonisch interessante Schulkomplex Escola Secundária de Rio Tinto sind zu nennen, ebenso frühere Herrenhäuser in der portugiesischen Kolonie Brasilien zu Reichtum gekommener Rückkehrer des 17. bis 19. Jahrhunderts.

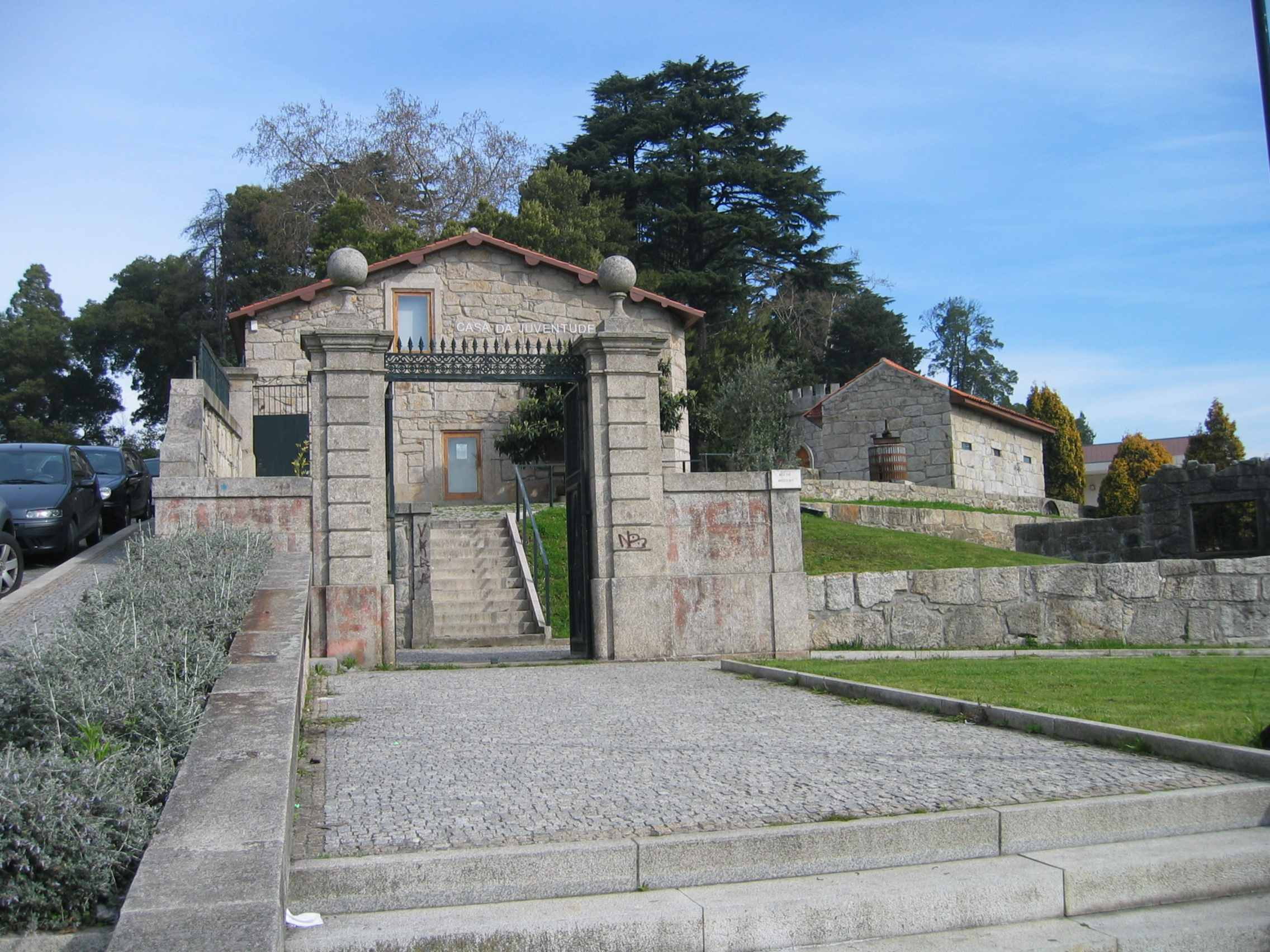
Eingang zur Quinta das Freiras

Am früheren Herrenhaus Quinta das Freiras, das sich im Gemeindebesitz befindet, ist das Centro Cívico de Rio Tinto eingerichtet und ein Stadtpark steht den Bürgern offen. Jeden Samstag findet hier ein Wochenmarkt statt.
Die wichtigsten Sportvereine Rio Tintos sind der 1923 gegründete und 1945 neu gegründete Fußballverein Sport Clube Rio Tinto und der 1926 gegründete Fußballklub Clube Atlético de Rio Tinto (beide bislang stets nur in Ligen des Distriktverbandes, Stand 2020).
Von Montag bis Samstag ist außerdem die Markthalle Mercado da Areosa geöffnet.
Es finden alljährlich verschiedene Kirchen- und Volksfeste in Rio Tinto statt, darunter am 20. Januar das der Capela São Sebastião, am letzten April-Samstag das der Capela da Nossa Senhora da Ponte, am 13. Juni und dem folgenden Wochenende das des Santo António do Corim, vom Wochenende vor dem 11. Juli bis zum folgenden Wochenende das von São Bento das Pêras e São Cristóvão, und am ersten August-Wochenende das des Nosso Senhor dos Aflitos. Daneben finden an verschiedenen Anlässen religiöse Prozessionen statt.
Von einer mittelalterlichen, 1062 gegründeten und vermutlich im 17. Jh. verlassenen Klosteranlage hat sich heute nichts mehr erhalten. Aus den Überresten der Klosterkapelle wurde 1768 die Gemeindekirche Igreja Matriz de Rio Tinto errichtet. Die barocke Kapelle des früheren Herrenhauses Quinta de Campaínha, aber auch Baudenkmäler der Industriekultur und weitere Sakralbauten in der Gemeinde Rio Tinto sind sehenswert.
Insgesamt 16 Bauwerke stehen hier unter Denkmalschutz:
- Der 1875 errichtete Bahnhof von Rio Tinto[6]
- Barockes Wohngebäude in der Rua de Nossa Senhora do Amparo[7]
- Das Kino Cine-Teatro Vitória[8]
- Das Steinkreuz auf dem Friedhof von Rio Tinto[9]
- Die Grundschule Nr. 1 von Rio Tinto[10]
- Die Grundschule Nr. 2 von Rio Tinto[11]
- Die Textilfabrik in Rio Tinto[12]
- Die vor 1886 gegründete Glockengießerei in Rio Tinto[13]
- Die Gemeindekirche von Rio Tinto[5]
- Die Kirche im Corim-Viertel Igreja Paroquial de Corim, nach ihrem Schutzpatron auch Igreja de Santo António[14]
- Die Renaissance-Kapelle Capela de Nossa Senhora da Lapa[15]
- Die 1995 eingeweihte Kapelle Capela de Nossa Senhora da Ponte[16]
- Die Kapelle Capela de São Sebastião aus dem 17. Jh.[17]
- Die 1926 errichtete Kapelle Capela de Triana bzw. Igreja do Senhor dos Aflitos[18]
- Die 1882 errichtete Kapelle Capela do Senhor do Calvário[19]
- Die 1982 eingeweihte Kapelle Capela do Senhor dos Aflitos[20]

## Verkehr

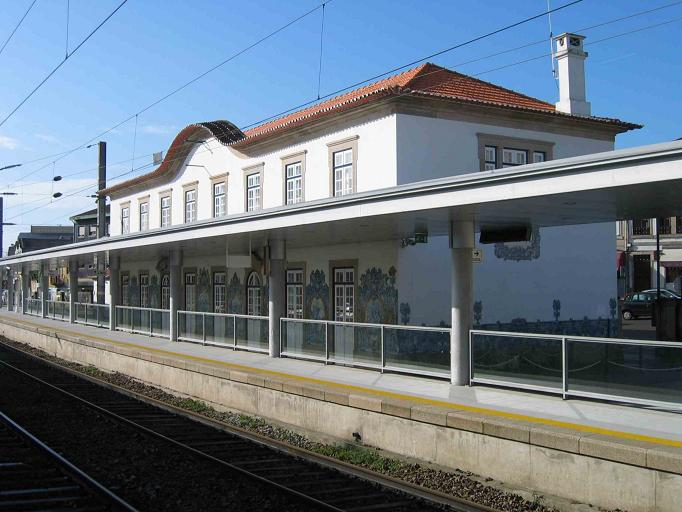
Der mit Azulejos verzierte Bahnhof von Rio Tinto (2008)

### Schienenverkehr
1875 erhielt Rio Tinto mit der Ankunft der Linha do Minho Anschluss an das Eisenbahnnetz Portugals. Heute halten hier Regionalbahnen der CP Regional und Züge der S-Bahn-ähnlichen Vorortzüge von Porto, den CP Urbanos do Porto, beide betrieben durch die öffentliche Comboios de Portugal (CP).
Zudem ist Rio Tinto eingebunden in das Stadtbahnnetz des Großraum Portos, die Linie F der Metro do Porto führt hierher.

### Straßenverkehr
Rio Tinto liegt mit eigener Abfahrt an der Schnellstraßen-Umfahrung von Porto EN 12 - Estrada da Circunvalação do Porto, außerdem ist es über die Abfahrt Nr. 8 (Areaosa/Av. Fernão Magalhães) der Autobahn A20 und die Nationalstraßen N 12-1 (eigene Abfahrt) und N15 (São Roque da Lameira) bzw. N 15-1 (eigene Abfahrt) zu erreichen.
Rio Tinto ist in lokale und regionale Busnetze eingebunden.

## Söhne und Töchter der Stadt Rio Tinto
- Manuel de Santa Inês (1762–1840, aus Baguim do Monte), liberaler Geistlicher, 1833 Bischof von Porto
- Francisco Manuel Vieira (1925–2013), Geistlicher, 1989–2002 Bischof von Osasco (Brasilien)
- Abel Repolho Correia (* 1926), Ökonom, Bankdirektor, 1978–1979 Minister im Kabinett Mota Pinto
- Manuel Serafim Monteiro Pereira (1943–1994), portugiesischer Fußballnationalspieler
- Fernando Rocha (* 1975 in Baguim do Monte), Schauspieler und Fernsehmoderator, populärer Comedian
- André Silva (* 1995 in Baguim do Monte), portugiesischer Fußballnationalspieler
- Luís Frade (* 1998), portugiesischer Handballnationalspieler

Das Musikprojekt Slimmy stammt aus Rio Tinto, das Gesangsduo Broa de Mel aus Baguim do Monte.